# Falcade
Falcade é uma comuna italiana da região do Vêneto, província de Belluno, com cerca de 2.205 habitantes. Estende-se por uma área de 53 km², tendo uma densidade populacional de 42 hab/km². Faz fronteira com Canale d'Agordo, Moena (TN), Rocca Pietore, Soraga (TN), Tonadico (TN).

## Demografia
| Variação demográfica do município entre 1861 e 2011                               |
|                                                                                   |
| Fonte: Istituto Nazionale di Statistica (ISTAT) - Elaboração gráfica da Wikipedia |